# Acanthostracion quadricornis
Acanthostracion quadricornis is een straalvinnige vis uit de familie van de koffervissen (Ostraciidae). De wetenschappelijke naam van de soort is, als Ostracion quadricornis voor het eerst geldig gepubliceerd in 1758 door Carl Linnaeus in de tiende editie van Systema naturae. De vis kan een lengte bereiken van 55 centimeter.

## Type
- type: onbekend
- typelocatie: opgegeven als India, maar incorrect

## Synoniemen
- Ostracion tricornis Linnaeus, 1758[2]

## Verspreiding
Acanthostracion quadricornis is een zoutwatervis. De soort komt voor boven zeegrasvelden aan beide kanten van de Atlantische Oceaan in tropische en gematigde wateren op een diepte tot 80 meter, in het westen vanaf Massachusetts en Bermuda en de noordelijke Golf van Mexico tot zuidoost Brazilië, in het oosten van Spanje en de Azoren langs de kust van Afrika, de Canarische Eilanden en de Kaapverdische Eilanden zuidwaarts. Gerapporteerd tot de punt van Zuid-Afrika.

## Voedsel
De vis eet ongewervelden (sponzen, zakpijpen, zacht koraal, anemonen en kleine kreeftachtigen) en mariene planten.

## Relatie tot de mens
Acanthostracion quadricornis is voor de visserij van beperkt commercieel belang, maar het vlees van de vis wordt zeer gewaardeerd. In de hengelsport wordt weinig op de vis gejaagd. De soort wordt daarnaast gevangen voor commerciële aquaria.
Voor de mens is de soort potentieel gevaarlijk, omdat er meldingen van ciguatera-vergiftiging zijn geweest.